# Sint-Leonarduskerk (Aartselaar)

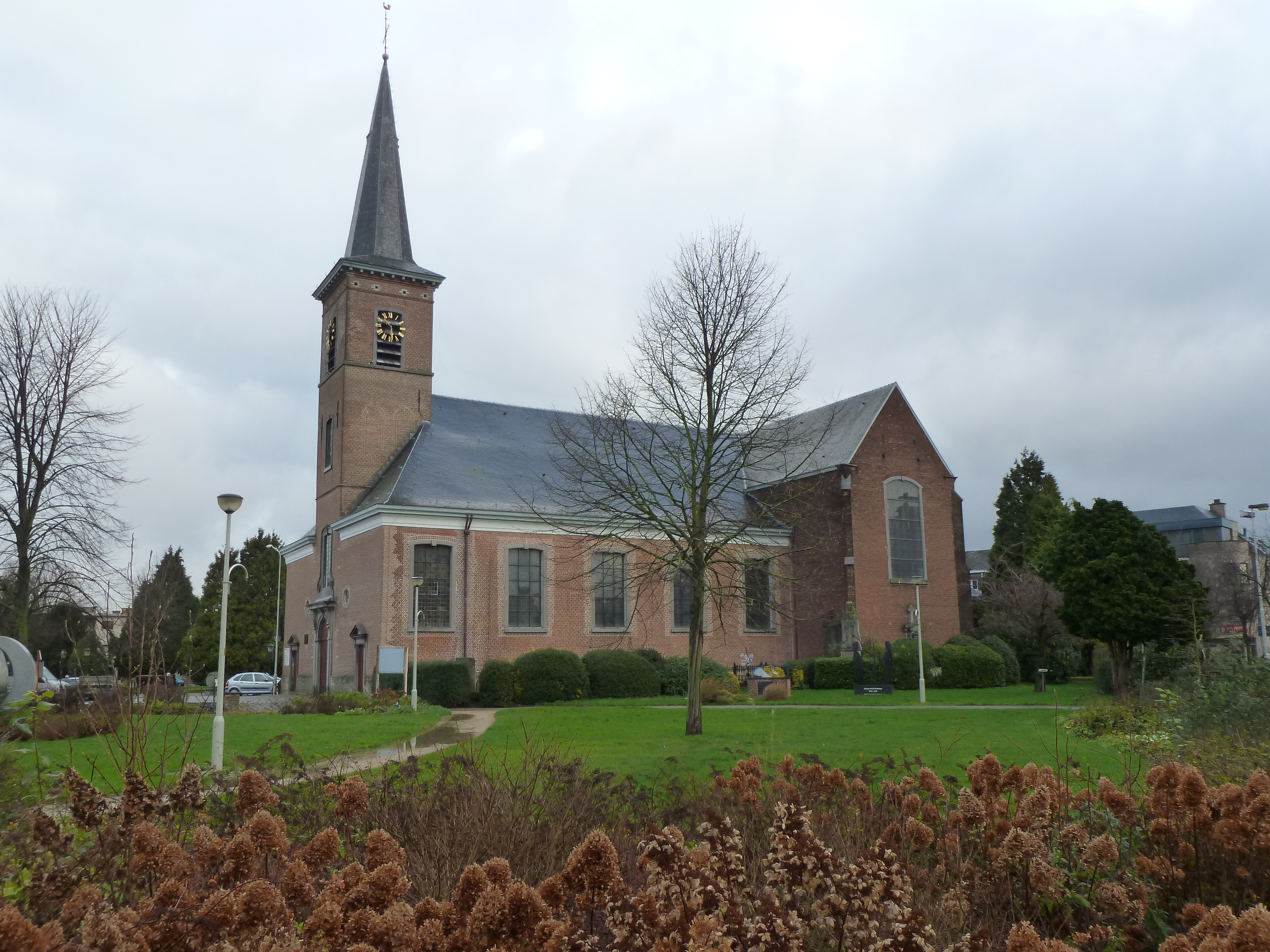
Sint-Leonarduskerk

De Sint-Leonarduskerk is een parochiekerk in de plaats Aartselaar in de Belgische provincie Antwerpen. De kerk is gelegen aan het Laar.

## Geschiedenis
In 1308 werd een met stro bedekte, eenvoudige kapel in gebruik genomen, gewijd aan de Heilige Drievuldigheid en aan Onze-Lieve-Vrouw. In 1484 verkreeg de parochie een relikwie van Sint-Leonardus en ontstond een devotie voor deze heilige. Van 1496-1515 werd een nieuwe kerk gebouwd maar deze brandde tijdens de beeldenstorm, in 1566, gedeeltelijk af. Van 1590-1592 werd de kerk versterkt.
In 1613 werd de toren hersteld. In 1792 werd een nieuw schip gebouwd in classicistische stijl. Van 1857-1861 werd een nieuw en groter koor en transept gebouwd en werd de toren met één geleding verhoogd, dit alles naar ontwerp van Eugeen Gife.
In 1948-1949 werd de schade, ontstaan tijdens de Tweede Wereldoorlog, hersteld.

## Gebouw
Het betreft een driebeukige kruiskerk in classicistische stijl met ingebouwde westtoren. Koor en transept zijn van de 19e eeuw, en het schip heeft in de 18e en 19e eeuw zijn huidige vorm gekregen. De toren is 16e-eeuws.

## Interieur
Een schilderij, Het laatste avondmaal, door Godfried Maes, is van 1693 en is gevat in een portiekaltaar. Verdere schilderijen zijn: bewening van Jezus, aanbidding der herders, aanbidding der wijzen en Sint-Leonardus, alle 17e eeuw en vervaardigd door de Vlaamse school.
De preekstoel is van 1687, de 18e-eeuwse communiebank is in Lodewijk XIV-stijl. Het orgel, van 1778-1779, werd vervaardigd door Egidius-Franciscus Van Peteghem.